# 제6회 홍콩 영화 금상장
제6회 홍콩 영화 금상장의 시상식에 관한 내용이다.

## 수상 및 후보

### 작품상
- 영웅본색 - 오우삼 수상
- 지하정 - 관금붕
- 정노정전 - 이동승
- 화룡 - 이한상
- 형제(중국어판) - 승기연
- 미국심 - 방육평

### 감독상
- 미국심 - 방육평 수상
- 영웅본색 - 오우삼
- 화룡 - 이한상
- 형제(중국어판) - 승기연
- 정노정전 - 이동승
- 지하정 - 관금붕

### 각본상
- 지하정 - 구대안평 외 수상
- 영웅본색 - 오우삼
- 미스터 부 8 - 귀신 잡는 주고력 - 진흔건 외
- 정노정전 - 이동승
- 화룡 - 주칠월 외

### 남우주연상
- 영웅본색 - 주윤발 수상
- 형제(중국어판) - 이수현
- 영웅본색 - 적룡
- 미스터 부 8 - 귀신 잡는 주고력 - 허관문
- 화룡 - 양가휘
- 지하정 - 양조위

### 여우주연상
- 최애 - 실비아 창 수상
- 미국심 - Yuk Guen Lee
- 청부도적설화 - 마사신
- 화룡 - 반홍
- 도마단 - 엽천문

### 남우조연상
- 정노정전 - 진패 수상
- 영웅본색 - 이자웅
- 집법선봉 - 우마
- 도마단 - 진패
- 지하정 - 주윤발
- 황가반 - 성규안

### 여우조연상
- 지하정 - 금연령 수상
- 지하정 - 채천
- 몽중인 - 양설의
- 화룡 - 이전형

### 신인상
- 미국심 - Yuk Guen Lee 수상
- 영웅본색 - 이자웅
- 미국심 - 오창주
- 용재강호 - 브랜던 리
- 연애계절 - 황요명
- 조행0분 - Kai-Nam Ho

### 촬영상
- 노랑구소 - 크리스토퍼 도일 수상
- 영웅본색 - 황영항
- 몽중인 - 황중표
- 도마단 - 반항생
- 미국심 - Lok-Yee Chan

### 편집상
- 미국심 - Yuk Wai Lee 수상
- 영웅본색 - 금마
- 도마단 - 호대위
- 기연출사 - 장요종
- 최애 - Kwok Kuen Cheung

### 미술상
- 정노정전 - Yank Wong 수상
- 몽중인 - 장숙평
- 최애 - 장숙평
- 영웅본색 - 뇌지량
- 도마단 - 하검성 외
- 기연출사 - 양화생

### 무술감독상
- 기연출사 - 정소동 수상
- 집법선봉 - 원규 외
- 도마단 - 정소동
- 예스 마담 2 - 황가전사 - 맹해
- 소림사 3 - 남북소림 - 유가반
- 최가복성 - 홍가반

### 영화음악상
- 몽중인 - Law Wing-Fai 수상
- 미국심 - Law Wing-Fai
- 최애 - 노관정
- 지하정 - Man Yee Lam
- 영웅본색 - 고가휘 외

### 주제가상
- 최애 - 임자상 수상
- 지하정 - 채천
- 로즈